# Prêmio Dinâmica dos Fluidos
O Prêmio Dinâmica dos Fluidos é concedido anualmente pela American Physical Society (APS), desde 1979. O agraciado é selecionado por "realizações de destaque em pesquisas em dinâmica dos fluidos". O prêmio monetário atual é de 10 mil dólares. Em 2004 o Prêmio Otto Laporte, também concedido pela APS em dinâmica dos fluidos, foi fundido no Prêmio Dinâmica dos Fluidos.

## Laureados[1]
- 1979: Chia-Chiao Lin
- 1980: Hans Wolfgang Liepmann
- 1981: Philip S. Klebanoff
- 1982: Howard W. Emmons
- 1983: Stanley Corrsin
- 1984: George Carrier
- 1985: Chia-Shun Yih
- 1986: Robert T. Jones
- 1987: Anatol Roshko
- 1988: Galen B. Schubauer
- 1989: William W. Willmarth
- 1990: John Lumley
- 1991: Andreas Acrivos
- 1992: William R. Sears
- 1993: Theodore Yao-tsu Wu
- 1994: Stephen H. Davis
- 1995: Harry Swinney
- 1996: Parviz Moin
- 1997: Louis Norberg Howard
- 1998: Fazle Hussain
- 1999: Daniel Joseph
- 2000: Friedrich Hermann Busse
- 2001: Howard Brenner
- 2002: Gary Leal
- 2003: Jerry Gollub
- 2004: George M. (Bud) Homsy
- 2005: Ronald Adrian
- 2006: Thomas S. Lundgren
- 2007: Guenter Ahlers
- 2008: Julio M. Ottino
- 2009: Stephen B. Pope
- 2010: Edward John Hinch
- 2011: Tony Maxworthy
- 2012: John F. Brady
- 2013: Elaine Oran
- 2014: Genevieve Comte-Bellot
- 2015: Morteza Gharib[2]
- 2016: Howard Alvin Stone
- 2017: Detlef Lohse